# 不要跨越時空，戀人們
《不要跨越時空，戀人們》是日本富士電視台於2023年10月10日至12月19日每週二播出的電視劇，由吉岡里帆主演。
臺灣由KKTV於2023年10月11日起跟播。

## 登場人物

### 主要人物
- 常盤廻：吉岡里帆

主人公。就職於廣告公司「Ado Amore」的藝術總監。
- 井浦翔：永山瑛太

來自於未來的時間巡邏隊隊員。

### 時間巡邏隊
- 天野凜音（天野りおん）：伊藤萬理華[2]

巡邏基地的操作員。撲克臉。
- 八丁堀惣介：次郎[2]

機械修理員。
- 和井内秀峰：石田剛太[2]

隊長。
- 莉莉莉（リリリー）：夏子[2]

少年課的隊員。翔的未婚妻。

### Ado Amore
- 廣瀨航：西垣匠[2]

迴的後輩。
- 梓若菜：田中真琴[2]

櫃檯接待。

## 製作團隊
- 劇本：上田誠（ヨーロッパ企画）
- 配樂：王舟
- 主題曲：Chilli Beans.「I like you」（A.S.A.B）[3]
- 片頭曲：PEOPLE 1（Sony Music Labels）[4]
- 導演：山岸聖太、山口淳太
- 製作人：岡光寛子（關西電視台）、白石裕菜（Horipro）
- 制作協力：Horipro
- 制作著作：關西電視台

## 播放日程
- 第2話因轉播『KIRIN Challenge Cup」（ 日本× 突尼西亞），而延後20分鐘播出（23:20 - 23:50）。
- 第7話因緊急插播「北韓彈道飛彈」伴隨J-Alert之相關新聞，延後60分鐘播出（翌0:00 - 0:30）。

| 章                                                                        | 集數   | 播出日期 | 標題 | 導演     | 收視率 |
| ------------------------------------------------------------------------- | ------ | -------- | ---- | -------- | ------ |
| 第1章                                                                     | 第1話  | 10月10日 |      | 山岸聖太 | 2.9%   |
| 第1章                                                                     | 第2話  | 10月17日 |      | 山岸聖太 | 2.6%   |
| 第1章                                                                     | 第3話  | 10月24日 |      | 山岸聖太 | 2.3%   |
| 第1章                                                                     | 第4話  | 10月31日 |      | 山岸聖太 | 1.9%   |
| 第1章                                                                     | 第5話  | 11月07日 |      | 山岸聖太 | 2.2%   |
| 第2章                                                                     | 第6話  | 11月14日 |      | 山岸聖太 | 2.1%   |
| 第2章                                                                     | 第7話  | 11月22日 |      | 山口淳太 | 2.3%   |
| 第2章                                                                     | 第8話  | 11月28日 |      | 山岸聖太 | 2.1%   |
| 第2章                                                                     | 第9話  | 12月05日 |      | 山口淳太 | 1.9%   |
| 第2章                                                                     | 第10話 | 12月12日 |      | 山岸聖太 | 2.2%   |
| 第2章                                                                     | 最終話 | 12月19日 |      | 山岸聖太 | 2.0%   |
| 平均收視率 2.2%（收視率由Video Research調查關東地區、家戶的即時統計資料） |        |          |      |          |        |

## 外部連結
- 不要跨越時空，戀人們 （页面存档备份，存于） －關西電視台（日語）
- 不要跨越時空，戀人們 （页面存档备份，存于）－富士電視台（日語）

| 關西電視台・富士電視台 週二電視劇★11    | 關西電視台・富士電視台 週二電視劇★11              | 關西電視台・富士電視台 週二電視劇★11 |
| --------------------------------------- | ------------------------------------------------- | ------------------------------------ |
|                                         | 不要跨越時空，戀人們 （2023年10月10日－12月19日） |                                      |
| 我們假結婚吧 （2023年7月11日－9月26日） | 客廳裡的松永先生 （2024年1月9日－3月26日）        |                                      |